# Cuscuta rotundiflora
Cuscuta rotundiflora är en vindeväxtart som beskrevs av A. T. Hunziker. Cuscuta rotundiflora ingår i släktet snärjor, och familjen vindeväxter. Inga underarter finns listade i Catalogue of Life.